# Shale Niskin
Shale Niskin (18 juin 1926 – avril 1988)[réf. nécessaire] est un inventeur américain notable pour la création d'une version améliorée de la bouteille de prélèvement.